# André-Louis Debierne
André-Louis Debierne (Parigi, 14 luglio 1874 – Parigi, 31 agosto 1949) è stato un chimico francese, scopritore dell'attinio nel 1899.

## Biografia
Studente all'École supérieure de physique et de chimie industrielles de la ville de Paris, André-Louis Debierne fu allievo di Charles Friedel e fu un caro amico e il più stretto collaboratore di Marie Curie.
Nel 1899 scoprì l'elemento radioattivo dell'attinio nella pechblenda in un laboratorio della École parigina.
Nel 1905 dimostrò che l'attinio, come il radio, forma l'elio al momento della sua disgregazione, e ciò permise in seguito a Ernest Rutherford di capire il decadimento alfa.
Nel 1910 Debierne isolò del radio metallico puro con Marie Curie. Tra il 1912 e il 1939 fu incaricato di insegnare fisica generale e termodinamica all'École supérieure de physique et de chimie industrielles de la ville de Paris.
Con la morte di Marie Curie avvenuta nel 1934, Debierne le successe come professore all'Istituto Curie.